# Liodora
Liodora  este un oraș în Grecia în Prefectura Arcadia.